# Portomaggiore

Portomaggiore (Portmagiòr en dialecte de Ferrare) est une commune italienne de la province de Ferrare dans la région Émilie-Romagne en Italie.

## Géographie
La commune de Portomaggiore est située à 2 mètres au-dessus du niveau de la mer à l’est de la Plaine du Pô et au début du delta formé par les bras du fleuve Pô. Le territoire est issu de l’assainissement des terres marécageuses des marais de Comacchio depuis le XIIe siècle.

### Infrastructures
Portomaggiore est desservi par la route nationale SS16 Adriatica qui mène à Ferrare (24 km au nord-ouest) ou Ravenne (54 km au sud-est), ainsi qu’à la liaison avec l’autoroute A13 Bologna-Padoue et à 10 km de la super-route Ferrare-Porto Garibaldi.

La cité est aussi desservie par la ligne ferroviaire Ferrare-Rimini et est aussi la tête de la ligne Bologna-Portomaggiore.

Distance des grandes villes :
- Ferrare : 26 km
- Ravenne : 54 km
- Rovigo : 42 km
- Padoue : 78 km
- Bologne : 55 km
- Rimini : 108 km
- Venise : 100 km

## Histoire

### Origine
Le toponyme de l’important port fluvial qui existait en ce lieu et qui permettait le commerce sur les nombreux cours d’eau (Fossa di Porto, Pô de Primaro et Persico) et avec la mer Adriatique au travers des marais de Comacchio.

Le premier document relatif à la cité est une antique carte écrite par Regimbaldo di Santa Maria, datée de 955 et décrivant la morphologie des terres de l’église de “Santa Maria in Porto“. L’attribut “maggiore” sera ajouté en 1249.

### Luttes d’influence
La terre de Portomaggiore fut longtemps contestée entre les diocèses de Ravenne et de Ferrare. En 1119, l’empereur Henri VI du Saint-Empire fit déplacer les confins territoriaux de Ferrare englobant ainsi Portomaggiore. Un autre décret impérial, 76 ans plus tard, restitua à Ravenne la “Terre di Porto” : décret contesté par Ferrare qui continua à considérer les anciens confins naturels et contrôler les centres de Portomaggiore, Sandolo, Maiero, Ripapersico, Consandolo et Portoverrara qui, seulement en 1277, seront définitivement acquis à Ferrare après qu’un fossé, que fit creuser Azzo Novello, délimita les confins définitifs.

La Maison d'Este gouverna Portomaggiore pendant toute la période du Duché de Ferrare, jusqu’à son annexion à l’état pontifical. En cette période, les travaux de bonification des terres améliora la situation économique par l’agrandissement des terres cultivables, malgré les incessantes querelles entre familles régnantes qui se conclurent le 13 avril 1395 dans la bataille de Portomaggiore.

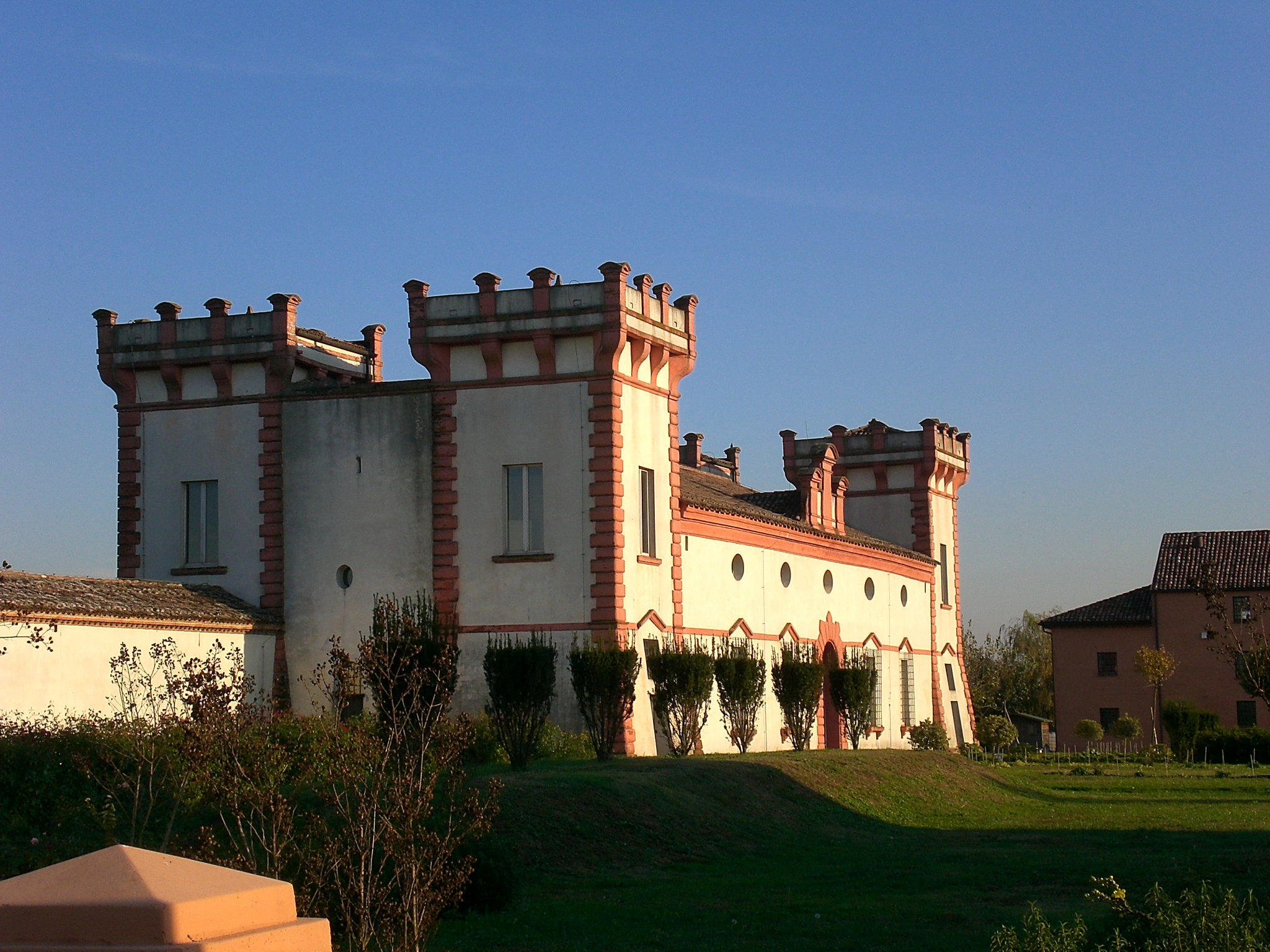
La Delizia del Verginese

En 1598, le pape Clément VIII prit possession des territoires du duché.
En 1860, l’année fut marquée par de nombreux conflits entre les pouvoirs religieux de Portomaggiore et d’Argenta. Cette rivalité politico-religieuse marqua la population des deux cités d’une sorte d’antagonisme encore palpable aujourd’hui.

La période napoléonienne ne fut pas particulièrement significative pour le pays.

## Période moderne
Le XIXe siècle fut marqué par des campagnes d’assainissement ainsi que par l’émergence des mouvements de protestations ouvrières (grèves et manifestations de chômeurs). 

Le fascisme et les deux guerres mondiales laissèrent des profondes cicatrices parmi la population et les infrastructures de la commune.

Les années 1950 furent marquées par un plan régulateur et la construction de routes, écoles, hôpital ainsi que le développement d’activités artisanales.

## Monuments et lieux d’intérêt
- La Delizia del Verginese, château et ancienne résidence de campagne des ducs d’Este (voir image)

## Administration
| Période                                  | Période  | Identité         | Étiquette       | Qualité |
| ---------------------------------------- | -------- | ---------------- | --------------- | ------- |
| 16/05/2011                               | En cours | Nicola Manarelli | Parti démocrate |         |
| Les données manquantes sont à compléter. |          |                  |                 |         |

### Hameaux
Gambulaga, Maiero, Runco, Portoverrara, Portorotta, Quartiere, Sandolo, Ripapersico

### Communes limitrophes
Argenta, Comacchio, Masi Torello, Ostellato, Voghiera.

## Population

### Évolution de la population en janvier de chaque année
| 1861  | 1901   | 1921   | 1951   | 1961   | 1971   | 1981   | 1991   | 2001   |
| ----- | ------ | ------ | ------ | ------ | ------ | ------ | ------ | ------ |
| 9 022 | 13 568 | 16 389 | 17 084 | 15 143 | 13 447 | 13 573 | 12 741 | 11 907 |

| 2011   | - | - | - | - | - | - | - | - |
| ------ | - | - | - | - | - | - | - | - |
| 12 445 | - | - | - | - | - | - | - | - |

### Ethnies et minorités étrangères
Selon les données de l’Institut national de statistique (ISTAT) au 1er janvier 2011 la population étrangère résidente était de 1541 personnes.
Les nationalités majoritairement représentatives étaient :
| Pos. | Pays      | Population |
| ---- | --------- | ---------- |
| 1    | Pakistan  | 627        |
| 2    | Maroc     | 349        |
| 3    | Ukraine   | 135        |
| 4    | Roumanie  | 85         |
| 5    | Moldavie  | 51         |
| 6    | Pologne   | 46         |
| 7    | Chine     | 46         |
| 8    | Albanie   | 38         |
| 9    | Tunisie   | 37         |
| 10   | Nigeria   | 21         |
| 11   | Allemagne | 12         |

## Fêtes et évènements
- L’antique foire de Portomaggiore : la troisième semaine de septembre, démonstration du travail des champs et des machines agricoles, gastronomie et manifestations culturelles.

## Personnalités liées à Portomaggiore
- Savino Bellini, footballeur et entraîneur.
- Davide Santon, footballeur F.C. Internazionale Milano.
- Davide Marchini, footballeur.
- Dino Bruni, cycliste.

## Économie
- Agriculture céréalière et fruitière,
- Activités industrielles et artisanales : transformation de produits alimentaires, conserveries.

## Jumelage
- Petrozavodsk (Russie)
- Macarsca (Croatie)

## Sources
- (it) Cet article est partiellement ou en totalité issu de l’article de Wikipédia en italien intitulé « Portomaggiore » (voir la liste des auteurs) le 27/09/2012.

## Note
1. ↑  (it) Popolazione residente e bilancio demografico sur le site de l'ISTAT.